# Presidenti della Provincia di Pordenone
Elenco dei presidenti dell'amministrazione provinciale di Pordenone.

## Presidenti della Provincia

### Eletti dal Consiglio provinciale (1970-1995)
| Nº             | Nº              | Ritratto | Nome             | Mandato        | Mandato       | Partito                     |
| Nº             | Nº              | Ritratto | Nome             | Inizio         | Fine          | Partito                     |
| -------------- | --------------- | -------- | ---------------- | -------------- | ------------- | --------------------------- |
|                |                 |          | Danilo Pavan     | 10 agosto 1970 | 1975          | Democrazia Cristiana        |
|                |                 |          | Giancarlo Rossi  | 1975           | 1979          | Democrazia Cristiana        |
|                |                 |          | ?                | ?              | ?             | ?                           |
|                |                 |          | Dario Valvasori  | 1982           | 5 agosto 1985 | Partito Socialista Italiano |
| 5 agosto 1985  | 24 luglio 1990  |          | Dario Valvasori  |                |               | Partito Socialista Italiano |
| 24 luglio 1990 | 12 gennaio 1993 |          | Dario Valvasori  |                |               | Partito Socialista Italiano |
|                |                 |          | Sergio Chiarotto | 12 marzo 1993  | 8 maggio 1995 | Democrazia Cristiana        |

### Eletti direttamente dai cittadini (1995-2016)
| Nº             | Ritratto       | Ritratto | Nome               | Mandato        | Mandato          | Partito                                   | Elezione |
| Nº             | Ritratto       | Ritratto | Nome               | Inizio         | Fine             | Partito                                   | Elezione |
| -------------- | -------------- | -------- | ------------------ | -------------- | ---------------- | ----------------------------------------- | -------- |
|                |                |          | Alberto Rossi      | 11 maggio 1995 | 29 giugno 1999   | Partito Popolare Italiano                 | 1995     |
|                |                |          | Elio De Anna       | 29 giugno 1999 | 30 giugno 2004   | Forza Italia                              | 1999     |
| 30 giugno 2004 | 13 aprile 2008 | 2004     | Elio De Anna       |                |                  | Forza Italia                              |          |
|                |                |          | Alessandro Ciriani | 7 giugno 2009  | 26 novembre 2014 | Il Popolo della Libertà Fratelli d'Italia | 2009     |

### Eletti dai sindaci e consiglieri della provincia (2014-2016)
| Nº | Ritratto | Ritratto | Nome                                         | Mandato          | Mandato         | Partito             | Elezione |
| Nº | Ritratto | Ritratto | Nome                                         | Inizio           | Fine            | Partito             | Elezione |
| -- | -------- | -------- | -------------------------------------------- | ---------------- | --------------- | ------------------- | -------- |
|    |          |          | Claudio Pedrotti                             | 26 novembre 2014 | 24 giugno 2016  | Partito Democratico | 2014     |
| –  |          |          | Loris Toneguzzi (Commissario straordinario)  | 24 giugno 2016   | 26 luglio 2016  | —                   | —        |
| –  |          |          | Annamaria Pecile (Commissario straordinario) | 26 luglio 2016   | 1º gennaio 2017 | —                   | —        |